# Cratere Grieg
Grieg è un cratere d'impatto presente sulla superficie di Mercurio, a 52,6° di latitudine nord e 15,17° di longitudine ovest. Il suo diametro è pari a 59 km.
Il cratere è stato battezzato dall'Unione Astronomica Internazionale in onore del compositore norvegese Edvard Grieg.